# Eugenia codyensis
Eugenia codyensis är en myrtenväxtart som beskrevs av William Munro och Robert Wight. Eugenia codyensis ingår i släktet Eugenia och familjen myrtenväxter. IUCN kategoriserar arten globalt som starkt hotad. Inga underarter finns listade i Catalogue of Life.